# Dresch
| Dresch advertentie uit 1935 |

Dresch is een Frans historisch merk van motorfietsen.
De bedrijfsnaam was: Usines Dresch, later Henry Dresch, Étampes, Seine-et-Oise (1923 - 1939 en 1946 - 1950).
Dresch was destijds een moderne Franse fabriek, waar 98- tot 248 cc zij- en kopklep-modellen en zelfs 750cc-viercilinders werden gemaakt.
Henri Dresch had kort na de Eerste Wereldoorlog een bedrijfje dat achtergelaten Britse legermotoren oplapte en verkocht. Hij maakte ook zelf onderdelen om deze machines aan het lopen te houden. Dresch begon zijn eigen merk toen hij 1923 een motorfiets bouwde waarop hij deelnam aan betrouwbaarheidsriten, zoals onder andere Parijs-Nice. Ook kocht hij de merken Le Grimpeur en (in 1926) Everest op. Hij mikte op een enorme productie van 30 motorfietsen per dag oftewel 10.000 motorfietsen per jaar. Dit aantal had het enige grote Franse merk Terrot sinds zijn hele bestaan (vanaf 1901) gebouwd.
Of die aantallen door Dresch gehaald werden is niet bekend, maar het werd wel een succes, vooral door de lage prijzen, zeer gunstige kredietvoorwaarden en zelfs een heel gunstige verzekering. Men zorgde desondanks voor een goede kwaliteit en een meer dan complete uitrusting.
In 1928 werd ook het merk DFR overgenomen, waardoor het tot een samenwerkingsverband kwam met Pierre de Font-Réaulx, destijds een top-constructeur. Hoewel de DFR-motorfietsen van nu af aan onder de naam "Dresch" werden verkocht, bleven ze ook als "DFR" te koop. De Font-Réaulx ontwikkelde een 250 cc-model, de MS 604, voorzien van een MAG-kop-zijklep-motorblok. Dit motorblok werd later door Dresch in licentie nagebouwd, waarbij onder de naam "MAG" kwam te staan: "H.D. - Paris" (Henri Dresch - Paris). Er werd ook een 350 cc-versie van deze machine geproduceerd.
In het begin van de jaren dertig ontwikkelde de Font-Réaulx zelfs een langsgeplaatste 500 cc zijklep-paralleltwin met asaandrijving, de 500 Monobloc. Deze motorfiets zat - net als de 250 - vol met technische snufjes waarmee volop werd geadverteerd. Zo had deze machine zoals de naam al doet vermoeden een blokmotor en werd de primaire transmissie niet aangedreven door de krukas, maar door de nokkenas. Ondanks deze technische hoogstandjes bleef Dresch trouw aan zijn credo: goede motorfietsen produceren voor de gewone man. De machines waren (inclusief elektrische verlichting) erg goedkoop. Dresch schonk bovendien 10 machines aan de politie van Parijs, waardoor hij ook weer extra publiciteit kreeg.
De Font-Réaulx construeerde in 1932 nog een kopklep-versie van de Monobloc. Deze werd onder de naam DFR Macam, maar ook als Dresch Macam, verkocht.
Jammer genoeg kon Dresch de hoge kwaliteitsnormen van de oorspronkelijke MAG-blokken niet waarborgen. De kwaliteit leed onder de lage prijzen.
Naast eigen blokken werden ook inbouwmotoren van Chaise, Train, Aubier Dunne, Stainless en JAP gebruikt. Hoewel de productie officieel in 1939 eindigde probeerde Dresch eind 1946 terug te komen met de 350 cc “Baltimore”, maar hij kwam niet verder dan enkele exemplaren. Wel werden tot 1950 nog onderdelen voor de geleverde modellen gemaakt.